# Teorema di Cayley
Il teorema di Cayley, dal nome del matematico britannico Arthur Cayley, è un teorema riguardante la teoria dei gruppi. 
Il teorema asserisce che ogni gruppo è isomorfo a un sottogruppo di un gruppo simmetrico. In altre parole, ogni gruppo può essere considerato come un particolare gruppo di permutazioni.

## Enunciato
Sia {\displaystyle G} un gruppo di cardinalità arbitraria (non necessariamente finita). Sia {\displaystyle S(G)} il gruppo simmetrico di {\displaystyle G} (vale a dire il gruppo delle permutazioni dell'insieme {\displaystyle G}). Il teorema di Cayley asserisce il fatto seguente:
Il gruppo {\displaystyle G} è isomorfo ad un sottogruppo di {\displaystyle S(G)}.
In particolare, ogni gruppo finito {\displaystyle G} è isomorfo ad un sottogruppo di un gruppo simmetrico finito.
Il gruppo simmetrico su {\displaystyle n} oggetti contiene una copia di ogni gruppo di ordine n.

## Costruzione dell'isomorfismo
Un isomorfismo può essere costruito come segue.
{\displaystyle T_{g}\colon G\to G} tale che  {\displaystyle T_{g}(x)=gx}
cioè si moltiplica a sinistra per l'elemento {\displaystyle g} di {\displaystyle G}. L'applicazione {\displaystyle T_{g}} è una permutazione sugli elementi di {\displaystyle G} e dunque risulta in {\displaystyle S(G)}. Per concludere basta definire l'applicazione:
{\displaystyle T\colon G\to S(G)}
che associa ad ogni elemento {\displaystyle g} di {\displaystyle G} la corrispondente permutazione {\displaystyle T_{g}}.
È semplice mostrare come questa applicazione realizzi effettivamente un omomorfismo (risulta cruciale, per la dimostrazione, la proprietà associativa dell'operazione definita su {\displaystyle G})
Questo omomorfismo, inoltre, risulta essere iniettivo, e quindi {\displaystyle G} è isomorfo alla sua immagine {\displaystyle T(G)}.

### Osservazione
In generale, la dimostrazione standard del teorema di Cayley non produce la rappresentazione di {\displaystyle G} in un gruppo di permutazioni di ordine minimale. 
Semplici esempi di questo si vedono prendendo {\displaystyle G} coincidente proprio con  un gruppo di permutazioni. 
Ad esempio, si prenda {\displaystyle G=S_{3}}, cioè uguale al gruppo simmetrico su 3 oggetti (che ha ordine 3!=6). Utilizzando il procedimento dimostrativo del teorema si riesce a rappresentarlo come sottogruppo di {\displaystyle S_{6}} (un gruppo il cui ordine è 6!=720). 
Tuttavia, siccome {\displaystyle S_{3}} è già di per sé un gruppo di permutazioni, una sua rappresentazione è quella su {\displaystyle S_{3}} stesso, che, come già detto, ha solo ordine 6

## Esempi
La costruzione appena descritta può essere concretamente visualizzata su alcuni gruppi noti. Qui {\displaystyle S_{n}} è il gruppo delle permutazioni dell'insieme {\displaystyle \{0,\ldots ,n-1\}} e ogni permutazione è descritta come prodotto di cicli.
- Il gruppo ciclico {\displaystyle \mathbb {Z} _{2}=\{0,1\}} è identificato ad un sottogruppo di {\displaystyle S_{2}}: l'elemento {\displaystyle 0} corrisponde all'identità e l'elemento {\displaystyle 1} alla permutazione {\displaystyle (01).}
- {\displaystyle \mathbb {Z} _{3}=\{0,1,2\}} è identificato ad un sottogruppo di {\displaystyle S_{3}}: l'elemento {\displaystyle 0} corrisponde all'identità, l'elemento {\displaystyle 1} alla permutazione {\displaystyle (123)} e l'elemento {\displaystyle 2} alla permutazione {\displaystyle (132).} L'uguaglianza {\displaystyle 1+1=2} corrisponde a {\displaystyle (123)(123)=(132).}
- {\displaystyle \mathbb {Z} _{4}=\{0,1,2,3\}} è identificato ad un sottogruppo di {\displaystyle S_{4}}: gli elementi corrispondono a {\displaystyle e,} {\displaystyle (1234),} {\displaystyle (13)(24),} {\displaystyle (1432).}

## Applicazioni
Il teorema trova numerose applicazioni sia dal punto di vista pratico che teorico. Nella teoria dei grafi permette ad esempio di derivare numerose proprietà strutturali di grafi ed alberi.